# Grinspoon
Grinspoon é uma banda australiana de post-grunge formada em Lismore, composta por Phil Jamieson, com Pat Davern na guitarra, Joe Hansen no baixo e Kristian Hopes na bateria.
Fundada em 1995, tornaram-se famosos quando pertenciam ao projeto "Unearthed", lançado pelas rádio Triple J pela música "Sickfest". Eles ganharam a competição respeitante à área de Lismore. A banda foi muito influenciada pelo movimento de nu metal no inicio da sua carreira, desde bandas como Helmet e Prong. A sua sonoridade muda mais para o rock com o lançamento do álbum New Detention, tendo perdido alguns dos seus mais fieis seguidores, mas também ganharam outros.

## História
Após ganharem o concurso de rádio em que participaram, ficaram a ser conhecidos no mundo da música, com possibilidades de fazer uma carreira internacional. Por isso, conquistaram o público alternativo australiano. O seu EP de estreia homónimo, conhecido também como Green Album, foi editado pela gravadora independente Oracle. Continha as faixas "Sickfest" e "More Than You Are" que tornara-se popular e saiu igualmente em álbuns posteriores.
O segundo EP, Licker Bottle Cozy, foi lançado pela gravadora Grudge Records em Dezembro de 1996. Possuía uma sonoridade mais pesada em relação ao primeiro EP.
Após uma paragem para definir qual a direcção que seguir, a banda lança em 2002 o disco New Detention, que teve como single "Chemical Heart", que foi bem recebido pelos fãs e media. Em 2003, lançam o EP Panic Attack, que entre outras continha a cover da banda INXS, "Don't Change".
Em 2004, a banda lança o single "Hard Act To Follow", do álbum Thrills, Kills & Sunday Pills. O segundo e terceiro single foram respetivamente "Better Off Alone" e "Hold on Me". Por essa altura a banda acordou em buscar uma nova audiência e refletir sob o trabalho já feito.
A banda editou em 2007, o álbum intitulado Alibis & Other Lies, sendo o último pela gravadora Universal Records. O disco foi produzido pela banda e por Ramesh Sathiah, que já tinha trabalhado anteriormente com eles. O primeiro single que saiu foi "Black Tattoo".
Lançaram igualmente uma compilação de dois discos, Best in Show. Tendo no primeiro disco todos os seus êxitos, entre eles o clássico "Champion". No segundo disco inclui uma colecção de covers gravadas ao longo do tempo.
Em Fevereiro de 2007, Phil Jamieson admitiu estar em reabilitação devido á dependência de cristais de metanfetaminas.
A 14 de Julho de 2007, o último álbum pela Universal foi Alibis & Other Lies. Foi um disco que mostrava a mudança de sonoridade da banda, sendo os álbuns anteriores mais pop-rock, enquanto este tem um som pesado, mais metal.

## Discografia

### Álbuns de estúdio
- 1998 - Guide to Better Living
- 1999 - Easy
- 2002 - New Detention
- 2004 - Thrills, Kills & Sunday Pills
- 2007 - Alibis & Other Lies
- 2009 - Six to Midnight

### EPs
- 1995 - Green Album
- 1996 - Licker Bottle Cozy
- 1998 - Pushing Buttons
- 2003 - Panic Attack

### Compilações
- 2005 - Best in Show

## Singles
| Ano  | Título               | Tabela | Álbum                         |
| Ano  | Título               | AUS    | Álbum                         |
| ---- | -------------------- | ------ | ----------------------------- |
| 1997 | "Just Ace"           | 25     | Guide to Better Living        |
| 1997 | "Pedestrian"         | —      | Guide to Better Living        |
| 1997 | "DCX3"               | 50     | Guide to Better Living        |
| 1997 | "Repeat"             | —      | Guide to Better Living        |
| 1998 | "Don't Go Away"      | —      | Guide to Better Living        |
| 1999 | "Ready 1"            | 36     | Easy                          |
| 1999 | "Rock Show"          | —      | Easy                          |
| 2000 | "Secrets"            | —      | Easy                          |
| 2000 | "Violent and Lazy"   | —      | Easy                          |
| 2002 | "Chemical Heart"     | 25     | New Detention                 |
| 2002 | "Lost Control"       | 29     | New Detention                 |
| 2002 | "No Reason"          | —      | New Detention                 |
| 2003 | "1000 Miles"         | —      | New Detention                 |
| 2004 | "Hard Act to Follow" | 24     | Thrills, Kills & Sunday Pills |
| 2004 | "Better Off Alone"   | 30     | Thrills, Kills & Sunday Pills |
| 2005 | "Hold on Me"         | 44     | Thrills, Kills & Sunday Pills |
| 2005 | "Bleed You Dry"      | —      | Thrills, Kills & Sunday Pills |
| 2005 | "Sweet As Sugar"     | —      | Best in Show                  |
| 2007 | "Black Tattoo"       | 45     | Alibis & Other Lies           |
| 2007 | "What You Got"       | —      | Alibis & Other Lies           |
| 2007 | "Minute By Minute"   | —      | Alibis & Other Lies           |
| 2009 | "Comeback"           | 48     | Six to Midnight               |
| 2009 | "Summer"             | —      | Six to Midnight               |
| 2010 | "Premonitions"       | —      | Six to Midnight               |